# Противопульные вставки SAPI и ESAPI бронежилетов сухопутных войск

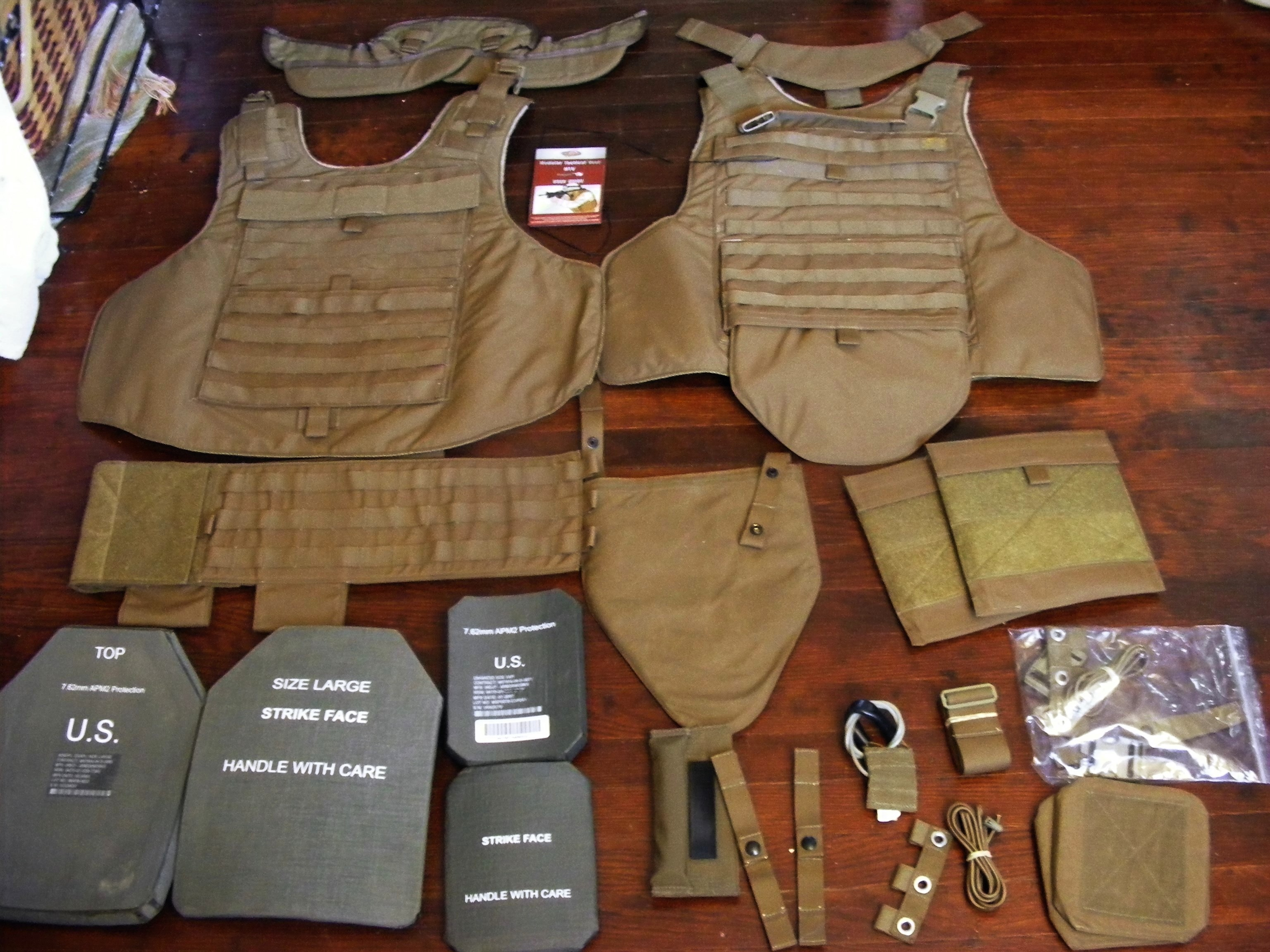
Грудная, спинная броневставки ESAPI и две боковых side-SAPI среди компонентов бронежилета MTV

Противопульные броневставки SAPI и ESAPI (англ. Small Arms Protective Insert; Enhanced Small Arms Protective Insert) — композитные бронеэлементы с керамикой, используемые в различных моделях войсковых бронежилетов (БЖ). Служат для увеличения уровня защиты бронежилетов и обеспечивают защиту пехотинца от широкого спектра средств поражения, в первую очередь, от автоматных и винтовочных пуль. Выполнены по принятой для композитных бронеэлементов схеме в виде двухслойной конструкции с внешним монолитным керамическим слоем, расположенном на пластиковой подложке. С лицевой стороны броневставок, поверх керамического слоя, находится тонкий защитный слой в виде стекло- или нейлоновой ткани. Снаружи вся вставка также оклеена нейлоновой тканью. Броневставки SAPI разработаны и использовались в жилете Interceptor. Позднее стали стандартными бронеэлементами практически всех бронежилетов вооружённых сил США (СВ и КМП), в первую очередь, жилетов Outer Tactical Vest, Improved Outer Tactical Vest и Modular Tactical Vest.
В период 2004—2006 годов было заключено семь контрактов министерства обороны США с подрядчиками на поставку броневставок SAPI и ESAPI на общую сумму 2,5 млрд $.

## Виды

### SAPI
Созданы в начале 2000-х годов для защиты пехотинца от достаточно мощного и наиболее массового боеприпаса стрелкового оружия — патрона 7,62×51 мм НАТО с обычной пулей М80, дульная энергия 3519 Дж.
Баллистика и пробивная способность 7,62-мм пули М80:
| Дистанция, м                                     | 0   | 100 | 200 | 300 | 400 | 500 | 800 | Примечания                                                        |
| ------------------------------------------------ | --- | --- | --- | --- | --- | --- | --- | ----------------------------------------------------------------- |
| Скорость, м/с                                    | 854 | 778 | 709 | 642 | 578 | 518 | —   | винтовка FN FAL, Lств= 533 мм qпули = 9,65 г                      |
| Пробивная способность, мм стальной брони тип RHA | 9,0 | —   | 6   | 5   | 4   | 3   | 1,5 | Основное требование — пробитие стального шлема на дистанции 550 м |

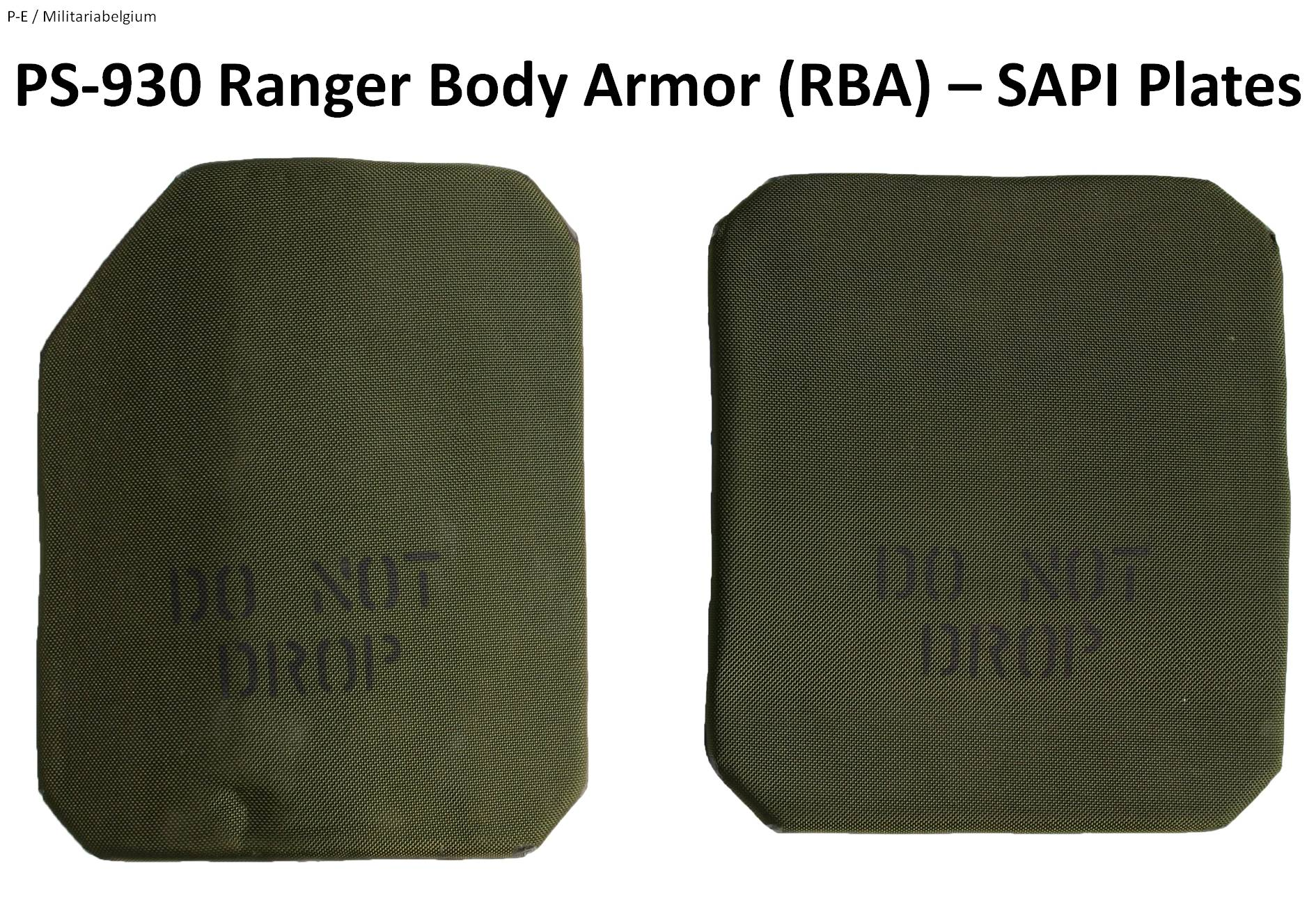
Композитные броневставки с керамикой жилета Ranger Body Armor PS-930, обеспечивают защиту от 7,62-мм простой пули (30 caliber ball).

Основным требованием при создании бронезащиты БЖ Interceptor являлось: обеспечение защиты от пули М80 высокоскоростной винтовки с приемлемой для пехотинца суммарной массой бронежилета, что достигалось за счёт использование новых композитных бронеэлементов. Масса собственно жилета (иначе тканевого чехла) OTV — 3,8 кг плюс две бронеставки SAPI суммарной массой 3,64 кг.
При этом масса 1 м² комбинированной брони (поверхностная плотность брони) составляла 23—24 кг. Сочетание базового противоосколочного жилета со съёмными бронеэлементами из комбинированной брони, позволило обеспечить защиту личного состава от пуль пехотного автоматического оружия с высокой начальной скоростью в приемлемых массах и габаритах. Отличительной особенностью вставок SAPI является черная окраска оболочки вставок из нейлоновой ткани и надпись на тыльной стороне: «7.62mm M80 Ball Protection».
Использование привело к повышению выживаемости пехотинца в боевых условиях. Общее количество произведённых броневставок SAPI на 2009 год составило от 2 до 2,5 млн штук. Серийный выпуск SAPI осуществляли сразу несколько подрядчиков, при этом месячный выпуск достигал 25 тыс. штук.

### ESAPI
ESAPI были оперативно разработаны в качестве реакции министерства обороны США на растущее число случаев применения противником (Ирак и Афганистан) патронов с бронебойными пулями при ведении огня из пехотного оружия по живой силе в СИБ. Бронебойные пули способны вызвать сквозное пробитие броневставок SAPI и вывод из строя носителя жилета. Усовершенствованные броневставки ESAPI по замыслу должны превосходить по массе SAPI, превышение составило около 37 % и при этом обеспечивать повышенный уровень защиты от практически всех видов боеприпасов стрелкового автоматического оружия.
В мае 2005 года командование сухопутных войск США приступило к замене стандартных броневставок SAPI на усовершенствованные ESAPI с повышенной противопульной стойкостью. В настоящее время они используются во всех бронежилетах вооружённых сил США, включая штатные IOTV (Improved Outer Tactical Vest) и MTV (Modular Tactical Vest).
Конструктивно ESAPI выполнены из карбида бора увеличенной толщины (более 10 мм), в качестве тыльного слоя брони используется органит, полученный соединением в монолит многих слоев плёнки Spectra (компании Honeywell) — однонаправленного полиэтилена.
При увеличенной массе относительно SAPI вставки ESAPI обеспечивают защиту от бронебойной пули американского патрона 7,62×63 мм со стальным сердечником, который в данном случае служит аналогом и имитатором боеприпасов штатного патрона 7,62×54 мм Российской армии. Также обеспечивают защиту от бронебойных пуль патронов 5,56×45 мм НАТО и 7,62×51 мм НАТО, оба меньшей мощности, при стрельбе практически в упор. Точные данные по противопульной стойкости вставок засекречены. В результате замены вставок SAPI на ESAPI удалось существенно повысить уровень защиты пехотинца. Отличительной особенностью ESAPI является зеленая окраска вставок и надпись на тыльной стороне: «7.62mm APM2 Protection».
Масса 1 м² защитных элементов ESAPI составляет порядка 33—34 кг. В середине 2010-х годов ставилась задача снижения поверхностной плотности (кг/м²) вставок ESAPI на 10 % при сохранении их защитных характеристик. По состоянию на 2005 год стоимость одной вставки составляла 600 $, что на 50 % выше по сравнению с SAPI. К 2011 году стоимость ESAPI удалось снизить до 450 $.

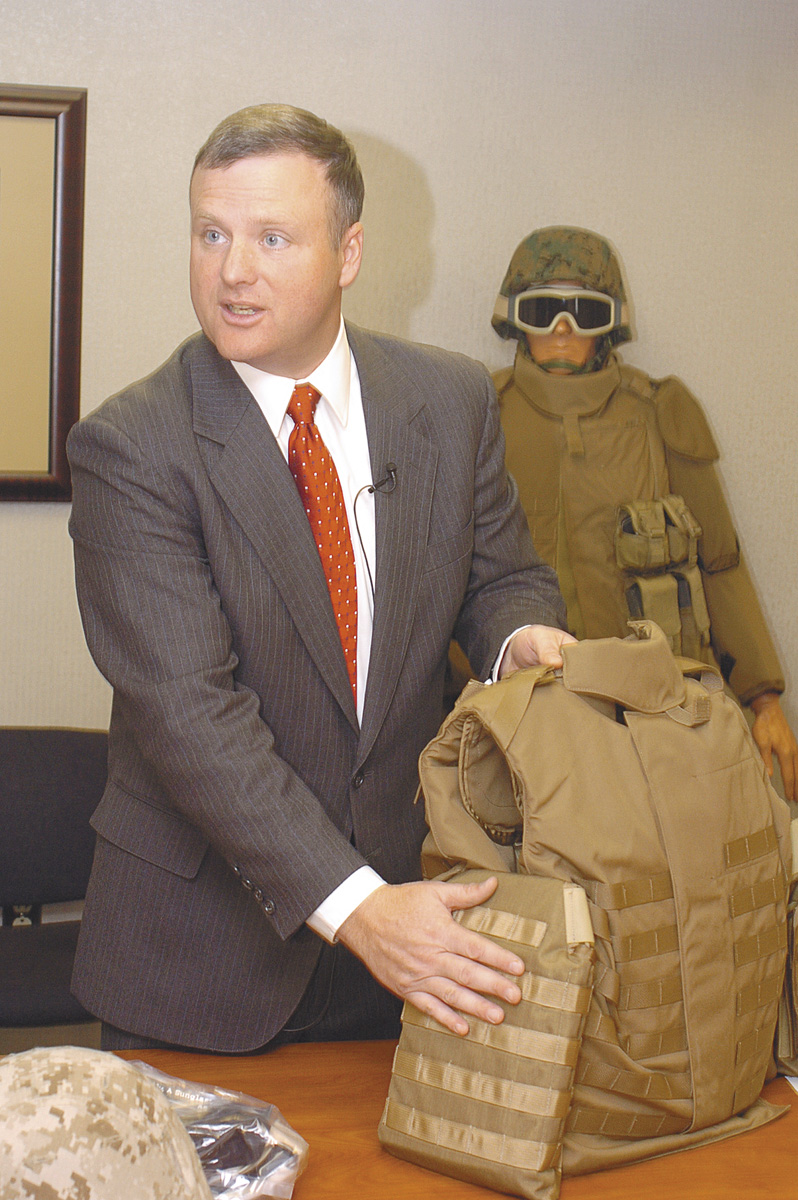
Отставной подполковник КМП США демонстрирует бронежилет Interceptor с дополнительными боковыми бронеэлементами side-SAPI и шейным протектором, 2005 год. На заднем плане манекен в полном защитном бронекомплекте КМП США.

Серийное производство ESAPI по состоянию на 2006 год осуществляли американские компании Armor Works, Ceradyne, Simula, и BAE Systems (фактически Cercom), Protective Materials, Armacell.

### XSAPI
Спустя несколько лет после развертывания ESAPI МО США поставило на снабжение новые защитные элементы под обозначением XSAPI, в качестве контрмеры на возможную угрозу со стороны усовершенствованных бронебойных патронов стрелкового оружия в Ираке и Афганистане.
В период запроса предложения на разработку бронеэлементов нового поколения (2008 г.) бронеэлементы XSAPI планировались для защиты от X-угрозы (X-средства поражения брони), тип и характеристики X-угрозы министерства обороны США никогда официально не раскрывало. Как можно заключить из другого, заметно более позднего источника, представляет собой 7,62-мм бронебойную пулю M993.
Назначение вставок XSAPI ‒ выдерживать по три поражения пули 7,62×51 мм M993, либо три попадания пули 5,56×45 мм M995, обе с твердосплавным металлокерамическим сердечником из карбида вольфрама. Подобно ESAPI последних годов выпуска, третье поражение XSAPI при приёмочных испытаниях осуществляется под углом 30° от нормали.
Отличительной особенностью XSAPI является коричневая окраска вставок и надпись на тыльной стороне: «7.62mm AP/WC Protection». XSAPI обладают повышенной стойкостью к указанным средствам поражения за счёт увеличенных массы вставок и их толщины. Было закуплено свыше 120 тыс. вставок XSAPI. Первая партия была оперативно поставлена во втором квартале 2009 года. Однако угрозы, на защиту от которых они были рассчитаны, в действительности впоследствии никогда не были реализованы и новые броневставки были отправлены на хранение.
В последнее десятилетие 7,62-мм патрон с обычной пулей М80 в штатных боекомплектах стрелкового оружия подразделений СВ США заменяется патроном М993, бронебойная пуля которого содержит твердосплавный сердечник. На дистанции 500 м бронепробитие пули М993 не хуже 7-мм стальной брони высокой твёрдости. Тем самым удается увеличить в 2--3 раза дальность эффективного огня по живой силе в СИБ в сравнении с патронами предшествующего поколения.

### ESBI/Side-SAPI
ESBI и Side-SAPI — стандартные боковые керамико-композитные бронеэлементы для штатных бронежилетов вооружённых сил США. Здесь ESBI (Enhanced Side Ballistic Inserts) — улучшенная модификация, соответствующая ESAPI основных броневставок. Серийное производство началось в 2005 году, когда стала очевидна недостаточная площадь противопульной защиты стандартного бронежилета Interceptor. В отличие от основных элементов SAPI боковые ESBI имеют форму линейной кривизны. Конструкция аналогична унифицированным грудным-спинным броневставкам: монолитный слой карбида бора на подложке из высокомолекулярного полиэтилена. Выпускаются в двух размерах — 152×203 и 178×203 мм.

## Материалы и противопульная стойкость

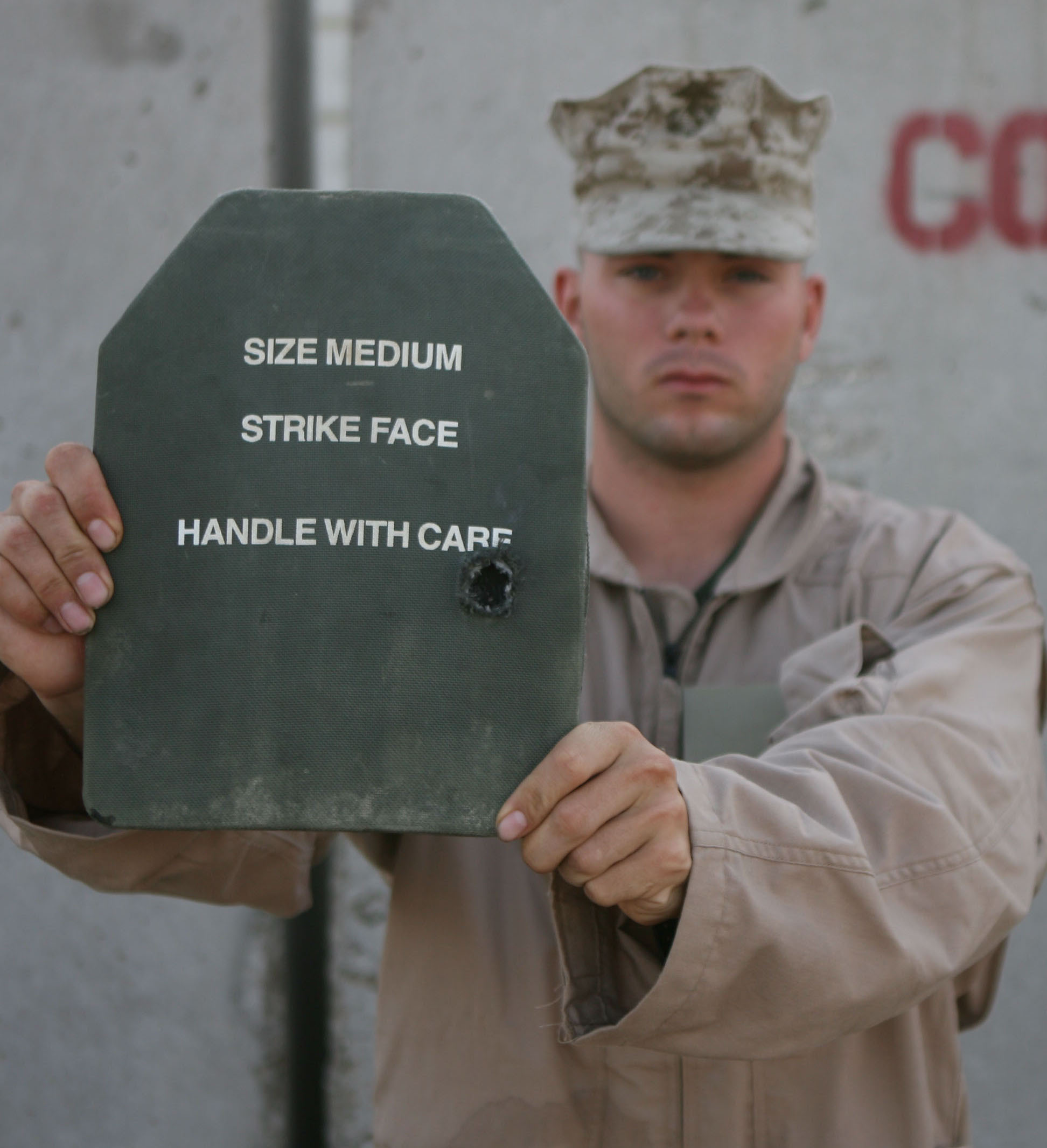
Капрал Брэндон Блейр Корпуса морской пехоты США показывает защитную вставку E-SAPI, сохранившую жизнь при попадании в него пули. До инцидента Блейр сомневался в защитных способностях вставки, после него стал активным сторонником использования всего защитного снаряжения, приданного Корпусу. При отсутствии вставки попадание в область сердца привело бы к летальному исходу.

Броневставки SAPI/ESAPI представляют собой элементы комбинированной брони с лицевым слоем из карбида бора (или карбида кремния) и тыльным слоем из органита.
Освоение производства броневставок SAPI и ESAPI явилось результатом технологического прорыва в области изготовления фасонных керамических заготовок из карбида бора двойной кривизны. Прорыв был подготовленный инициированными DARPA исследованиями и разработками 1990-х годов. Защитные вставки комбинированной брони из карбида бора и стеклопластика для бронежилетов экипажей вертолётов были освоены еще в 1970-е годы, однако выпускались малыми партиями, с использованием ресурсоёмкой технологии горячего прессования в одноразовые графитовые пресс-формы. Новая технология, разработанная в конце 1990-х годов (применение в СИБ начиная с 2000 года), позволила наладить массовый выпуск приемлемых по стоимости керамических бронеэлементов из так называемой реакционно-связанной карбидной керамики: RB SiC и RB B4C (англ. Reaction Bonded), в отечественной практике первый материал известен как самосвязанный карбид кремния.
В США требования по стойкости броневставок БЖ предусматривают обеспечение защиты от следующих поражающих средств :
- Обычная пуля, тип M-80, патрона 7,62×51 мм НАТО;
- Обычная пуля, тип ЛПС, патрона 7,62 x 54R мм при стрельбе из винтовки СВД;
- Бронебойная пуля, тип M855, патрона 5,56×45 мм НАТО.

Броневставки ESAPI выполнены из карбида бора. Стойкость унифицированных ESAPI к конкретным видам боеприпасов стрелкового оружия не является предметом гражданского стандарта NIJ и оценивается при полигонных испытаниях по военным техническим условиям. Согласно военным ТУ, живучесть вставки при обстреле должна определяться тремя поражениями без пробития. Для SAPI при обстреле обычной пулей М80 патрона 7,62×51 мм НАТО при скорости 840 м/с. Для ESAPI — при обстреле бронебойной пулей M2 AP патрона 7,62×63 мм.
Вставка ESAPI способна выдерживать три поражения следующими средствами:
- простая пуля (свинцовый сердечник) патрона 7,62 × 54 мм, винтовка СВД, дистанция 0 м, Vуд= 875 м/с;
- бронебойная пуля патрона 7,62 × 54 мм, винтовка СВД, дистанция 0 м, Vуд= 875 м/с;
- простая пуля М80 патрона 7,62 × 51 мм НАТО, винтовка FN FAL, дистанция 0 м, Vуд= 854 м/с;
- бронебойная пуля М61 патрона 7,62 × 51 мм НАТО, винтовка FN FAL, дистанция 0 м, Vуд= 854 м/с;
- бронебойная пуля (сердечник твердосплавный, WC) швейцарского патрона 7,62 × 51 мм НАТО, дистанция 0 м (XSAPI);
- пуля ПС патрона 7,62 × 39 мм, АК, дистанция 0 м;
- бронебойная пуля М2 AP патрона 7,62 × 63 мм, винтовка М1, дистанция 0 м, Vуд= 870 м/с;
- пуля повышенного пробивного действия SS109/M855 патрона 5,56 × 45 мм НАТО, винтовка М16, дистанция 0 м;
- простая пуля М193 патрона 5,56 × 45 мм НАТО, дистанция 0 м, Vуд= 990 м/с;
- простая пуля 7Н6 патрона 5,45 × 39 мм, АК-74, дистанция 0 м.

## Размеры и массы
Броневставки SAPI выпускались в пяти размерах:
- Extra Small — 1,27 кг, размером 184×292 мм;
- Small — 1,59 кг, размером 222×298 мм;
- Medium — 1,82 кг, размером 241×318 мм;
- Large — 2,09 кг, размером 260×337 мм;
- Extra Large 2,40 кг, размером 280×356 мм.

Броневставки ESAPI также выпускаются в пяти аналогичный размерах. Их габаритные размеры аналогичные SAPI, разница лишь в массе:
- Extra Small — 1,70 кг;
- Small — 2,08 кг;
- Medium — 2,50 кг;
- Large — 2,85 кг;
- Extra Large — 3,25 кг.

Боковые броневставки ESBI/S-SAPI:
- 150×203 мм — 1 кг;
- 178×203 мм — 1,15 кг